# Флоренз Зігфелд
Флоренц Зігфельд, або Фло Зігфельд (англ. Florenz Ziegfeld, /ˈzɪɡfɛld/, 21 березня 1869 — 22 липня 1932) — американський бродвейський імпресаріо, найбільш відомий своєю серією театральних шоу «Шаленості Зігфельда» (1907–1931).

## Біографія
Флоренз Зігфелда народився в Чикаго 21 березня 1869. Перша поява Зігфелда в світі розваг відбулося в 1893 році на Всесвітній виставці в Чикаго, де він був агентом знаменитого силача Юджина Сендоу. Перший успіх до нього прийшов в 1907 році, коли стартувало його шоу «Шаленості Зігфелда», показ яких тривав до 1931 року. Його шоу ґрунтувалося на виступі красунь, з танцями і музичними виступами. У різний час з Зігфелда співпрацювали такі композитори, як Ірвінг Берлін, Джордж Гершвін та Джером Керн.
Першою зіркою в шоу Зігфелда стала Анна Гельд. Крім професійного співробітництва, у них були і романтичні відносини, що почалися ще в 1897 році і тривали до 1913 року. У 1914 році Флоренз одружився з актрисою Біллі Берк, яка в 1916 році народила від нього дочку Патріцію.
Незабаром за $ 2.5 мільйона він побудував Театр Зігфелда на Шостій авеню. Його відкриття відбулося в лютому 1927 з хіта «Ріо Ріта», яке ставилося до квітня 1928 року. У шоу Зігфелда в різний час брали участь багато знаменитих виконавиці, кар'єра яких почалася саме з його шоу. Серед них Фанні Брайс, Джоан Блонделл, Ів Арден, Луїза Брукс, Полетт Годдар, Бессі Лав, Барбара Стенвік і багато інших.
У 1932 році його шоу «Шаленості Зігфелда» стало транслюватися по радіо. У тому ж році Флоренз втратив майже всі свої гроші під час Великої депресії і незабаром, 22 липня, помер від плевриту у віці 63 років. Через два роки після його смерті на екрани вийшов напівбіографічній фільм «Великий Зігфільд», а 1946 фільм «Шаленості Зігфелда» — розповідає про його шоу. Персонаж Зігфелда також з'явився у фільмі «Смішна дівчисько», що розповідає про Фанні Брайс.